# 1610
- Wikisource

| Calendário gregoriano                                                        | 1610 MDCX                           |
| Ab urbe condita                                                              | 2363                                |
| Calendário arménio                                                           | 1059 – 1060                         |
| Calendário bahá'í                                                            | -234 – -233                         |
| Calendário budista                                                           | 2154                                |
| Calendário chinês                                                            | 4306 – 4307 Início a 25 de janeiro  |
| Calendário copta                                                             | 1326 – 1327                         |
| Calendário etíope                                                            | 1602 – 1603                         |
| Calendários hindus - Vikram Samvat - Calendário nacional indiano - Cáli Iuga | 1665 – 1666 1531 – 1532 4710 – 4711 |
| Calendário Holoceno                                                          | 11610                               |
| Calendário islâmico                                                          | 1019 – 1020                         |
| Calendário judaico                                                           | 5370 – 5371                         |
| Calendário persa                                                             | 988 – 989                           |
| Calendário rúnico                                                            | 1860                                |
| Calendário solar tailandês                                                   | 2153                                |

1610 (MDCX, na numeração romana)  foi um ano comum  do século XVII do actual Calendário Gregoriano, da Era de Cristo, e a sua letra dominical foi C, teve 52 semanas, início a uma sexta-feira e terminou também a uma sexta-feira.
| Ano completo                       |
| ---------------------------------- |
| Ano comum com início à sexta-feira |

## Eventos
- 8 de janeiro - A Lua Europa (satélite natural de Júpiter) é (re)descoberto por Galileu Galilei.
- 14 de maio - L uís XIII de França assume o governo da França com nove anos.
- 15 de Março - Batismo, em Pernambuco, de Domingos Fernandes Calabar.
- A bula da Santa Cruzada de 1610, concedida pelo Papa Paulo V, é publicada nos Açores.[1][2].
- As Ordenações Filipinas são publicadas nos Açores[1].

## Nascimentos
- 22 de Abril - Papa Alexandre VIII (m. 1691).
- 28 de Outubro - Jacob Kettler, duque da Curlândia (m. 1682)
- Jerónimo de Ataíde, 6.º Conde de Atouguia, militar português e um dos Quarenta Conjurados (m. 1665).
- João da Costa, conde de Soure, militar português e um dos Quarenta Conjurados (m. 1664).

## Mortes
- 14 de Maio - Henrique IV de França.

## Epacta e idade da Lua
| Epacta gregoriana | 5       |
| Idade da Lua      | Letra e |

## Por tema
- 1610 na ciência